# Biblioteka Klasyki Polskiej i Obcej

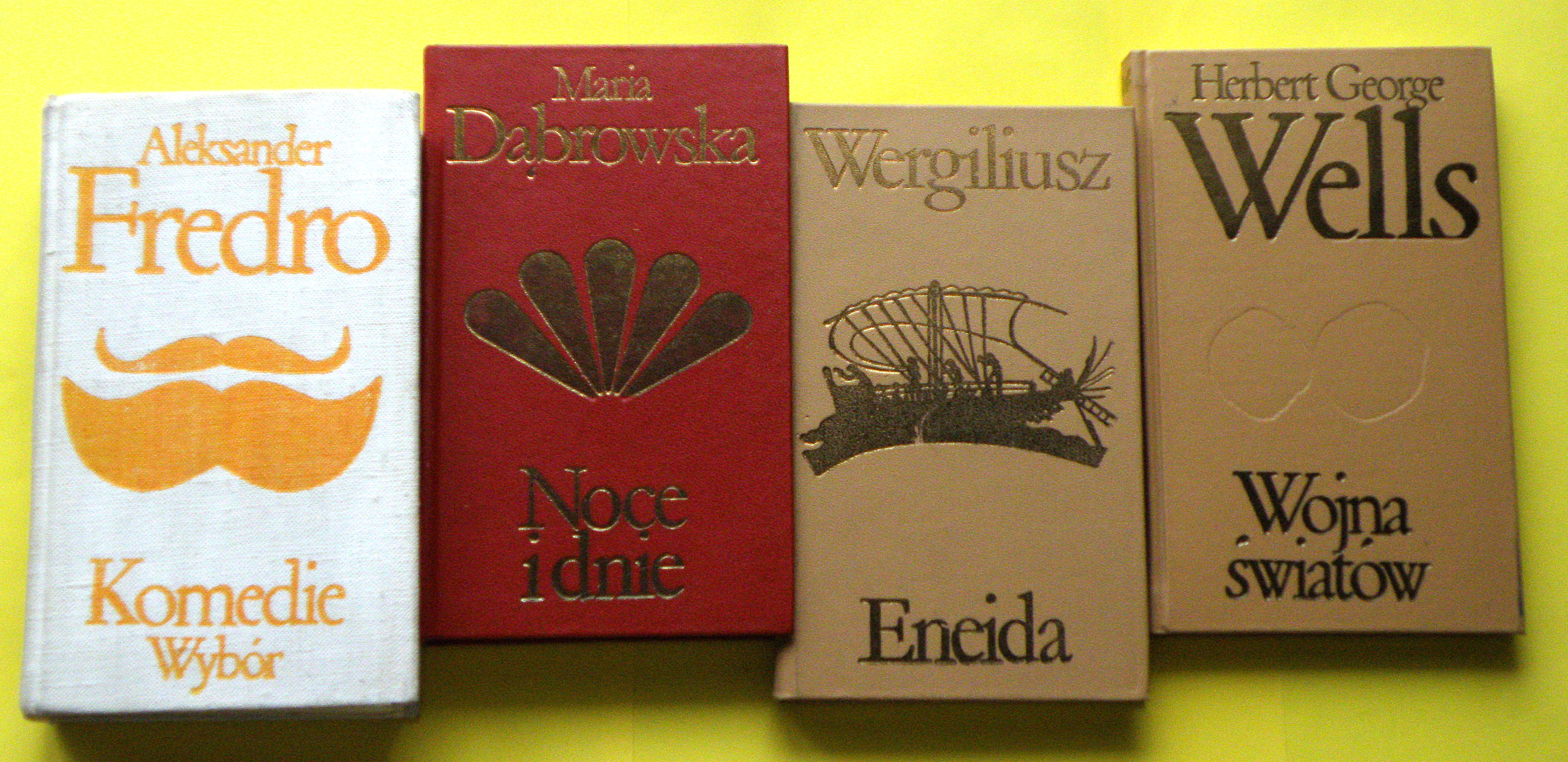
Książki z Biblioteki Klasyki Polskiej i Obcej wydane przez PIW, Spółdzielnia Wydawnicza „Czytelnik” i Wydawnictwo Literackie w Krakowie

Biblioteka Klasyki Polskiej i Obcej – polska seria międzywydawnicza ukazująca się w latach 1971–1983, prezentująca klasyczne dzieła literatury pięknej polskiej i obcej.

## Profil
Była to seria międzywydawnicza, książki we wspólnej szacie graficznej wydawały m.in. Państwowy Instytut Wydawniczy, Spółdzielnia Wydawnicza „Czytelnik”, Wydawnictwo Literackie, Wydawnictwo Poznańskie i Ludowa Spółdzielnia Wydawnicza.
W założeniu seria miała prezentować „wybór najcenniejszych dzieł literackich” klasyki polskiej i obcej, by wypełnić lukę na polskim rynku księgarskim. Ukazywały się tu więc pozycje zaliczane do, umownie przyjętego, kanonu dzieł klasyki rodzimej i obcej takie, jak Irydion Krasińskiego, Martwe dusze Gogola, Czarodziejska góra Manna, Siódmy krzyż Seghers, Iliada Homera, Ludzie bezdomni Żeromskiego; a także klasyka literatury dziecięcej (m.in. Opowiadania Hoffmanna, Baśnie Andersena, Chłopcy z Placu Broni Molnára, W pustyni i w puszczy Sienkiewicza). W serii wydawano powieści, antologie oraz zbiory poezji i opowiadań.
W pierwszych dwóch latach w serii ukazały się 54 pozycje w łącznym nakładzie 2,87 mln egzemplarzy. Do roku 1979 ukazało się ponad 80 tytułów pisarzy polskich i 110 pisarzy zagranicznych. Nakład pozycji zwykle wynosił od 10 do 15 tysięcy. 
Książki były początkowo oprawne w białe płótno, potem w czerwony lub beżowy skaj.